# Grasland

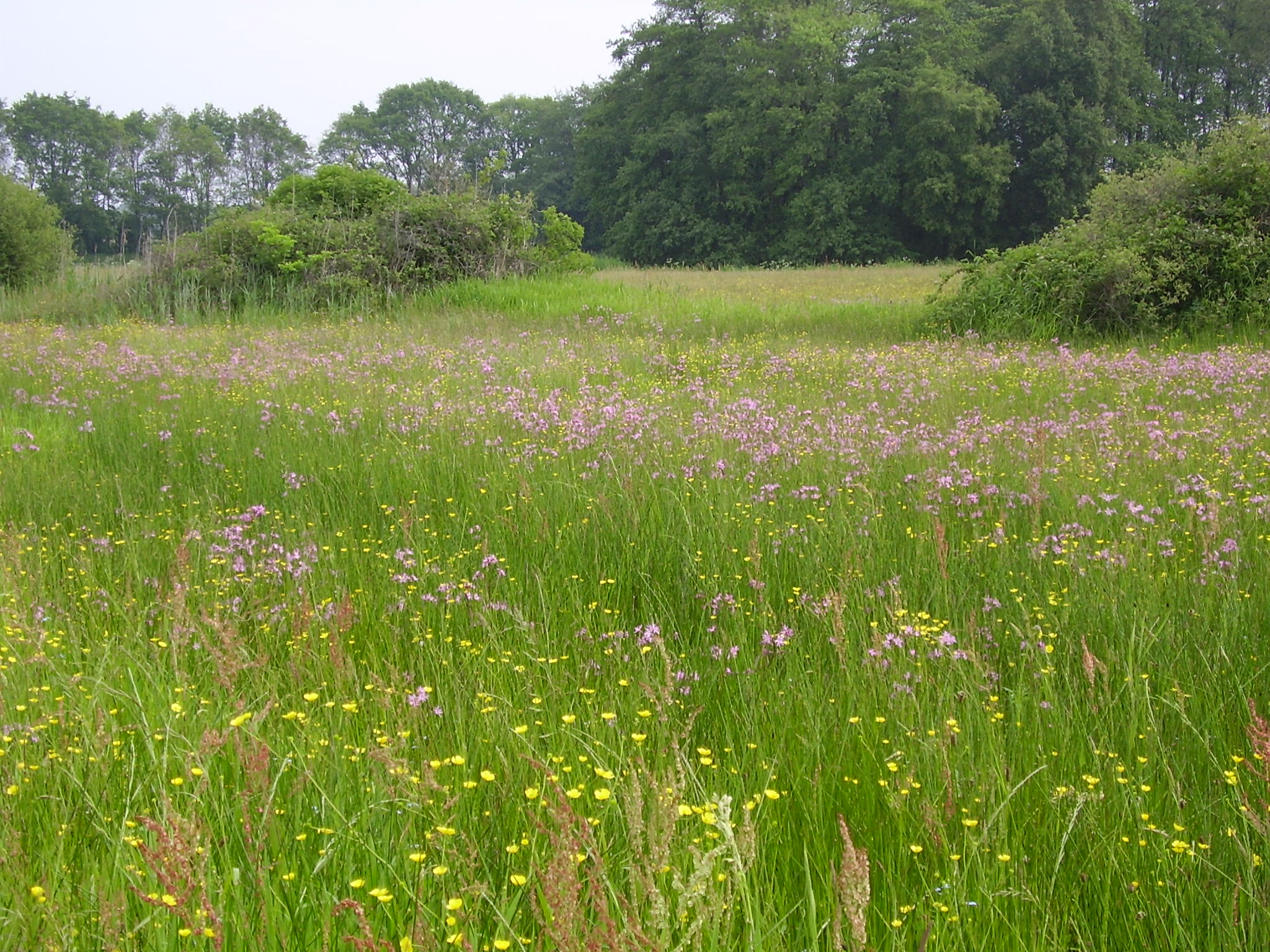
Matig voedselrijk en nat hooiland met veel echte koekoeksbloemen

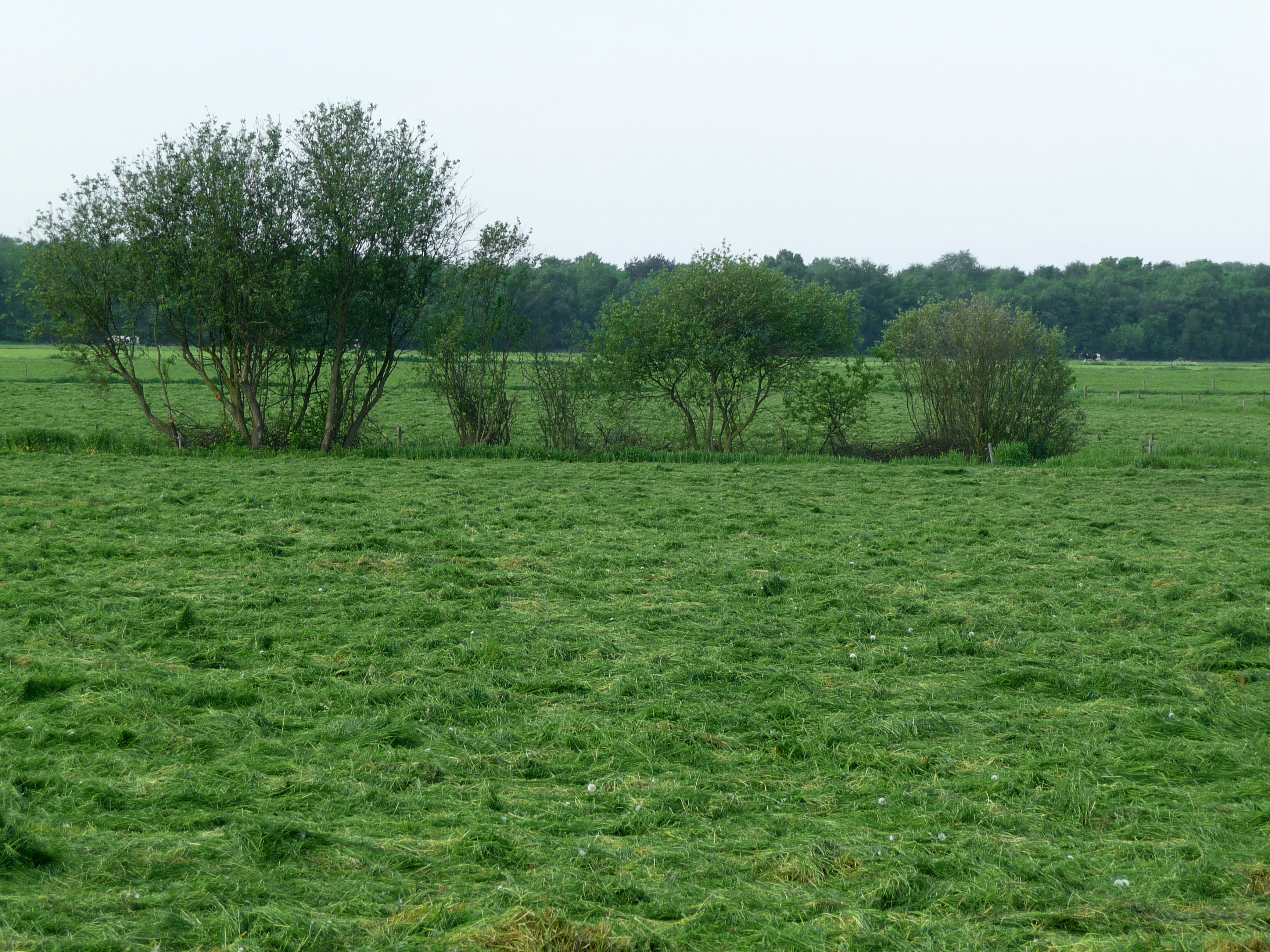
Gemaaid grasland voor kuilgras

Grasland is een gebied van enige omvang met een vegetatie die gedomineerd wordt door grassen. Veel graslanden zijn cultuurgraslanden die in gebruik zijn voor de veeteelt, bijvoorbeeld als weiland of als hooiland. Grote natuurlijke graslanden zijn steppen en savannen.
In West-Europa is grasland vaak verbonden met menselijk beheer. De meeste graslanden zijn in gebruik als cultuurgrond voor de landbouw. Een deel van de graslanden heeft een bestemming als natuurgebied gekregen. Zonder beheer zouden vrijwel al deze graslanden op den duur veranderen in bos.

## Natuurlijk grasland
Een savanne is een tropisch of subtropisch graslandschap met verspreid voorkomende bomengroei. In een savanne is gras de overheersende vegetatie gemengd met kruiden. Het vrij droge klimaat en het begrazen door grote zoogdieren zorgen ervoor dat bomen niet de overhand krijgen. Vergelijkbare landschappen in de gematigde zone worden doorgaans aangeduid met andere namen: pampa, prairie of steppe.
Ook in West-Europa zijn altijd natuurlijke graslanden geweest. In hoeverre en in welke mate graslanden op natuurlijke wijze op de hogere gronden ontstonden en in stand bleven door toedoen van grote grazers als het oeros, herten, wisenten en wilde paarden is onderwerp van discussie. Langs de kust bestonden altijd graslanden die ontstonden door bevloeiing van zeewater: de kwelders. Ook langs rivieren en beken zijn vermoedelijk altijd graslanden geweest. Rietlanden worden over het algemeen niet tot de graslanden gerekend, maar gronden waar biezen en russen domineren juist wel.

## Agrarisch cultuurgrasland en halfnatuurlijk grasland in de Lage Landen
Agrarische cultuurlanden kennen verschillende vormen van menselijke beheer. Voorbeelden van beheersmaatregelen zijn maaien, hooien, beweiden, scheuren, inzaaien, bemesten, bevloeien en ontwateren. Omdat in het verleden het beheer van een grasland heel constant is geweest, maar het beheer van plek tot plek varieerde, ontstond er in West-Europa een rijke schakering aan graslanden, waarin veel plantensoorten voorkomen. Dit komt onder andere tot uitdrukking in de naam van een boek van Jac. P. Thijsse: De bonte wei. De natste graslanden werden bijna uitsluitend gehooid, andere vochtige, wat voedselrijkere graslanden, werden beweid met koeien. Weer drogere en armere graslanden werden met schapen beweid.
Dat het niet omploegen of anderszins verstoren van de grasmat en de bodem belangrijk is, komt duidelijk naar voren uit het onderzoek dat Ger Londo in zijn natuurtuin heeft gedaan. Hij heeft daar een grasland aangelegd, dat hij een of twee keer per jaar maaide en waarvan hij het maaisel afvoerde. Na drie jaar waren soorten als wit struisgras (fioringras) en ruw beemdgras dominant, maar na negen jaar waren deze soorten gemarginaliseerd en was hun positie overgenomen door gewoon struisgras en reukgras. Ook graslandsoorten als gewone ereprijs en smalle weegbree komen pas na jaren voor in een grasland. Londo schrijft dit effect toe aan het feit dat de open grond aanvankelijk door de regen dichtslaat en dat de begroeiing dit pas na verloop van tijd tenietdoet. Een andere oorzaak is de verschraling die optreedt door het afvoeren van het maaisel en het achterwege laten van bemesting.
Sommige grassen verdragen geen beweiding. Een voorbeeld hiervan is glanshaver (Arrhenatherum elatius). Op voedselrijke gronden op matig vochtige bodem krijgt deze soort bij uitsluitend maaibeheer de overhand. In de vegetatiekunde spreekt men dan van glanshavergraslanden. Deze zijn veel te vinden in bermen die twee keer per jaar gemaaid worden. Worden deze gronden wel beweid, dan verdwijnt de glanshaver en verschijnt het kamgras (Cynosurus cristatus), dat juist beweiding nodig heeft. Deze graslanden worden kamgraslanden genoemd.
Op droge, voedselarme en zure zandgronden komen heischrale graslanden (Nardetea) voor. De vegetatie wordt niet hoog en blijft open. Het is in feite een overgangstype naar heide, die vaak dezelfde abiotische omstandigheden kent. Voorbeelden van grassen uit deze graslanden zijn tandjesgras, gewoon struisgras en vroege haver. Andere planten zijn tormentil en mannetjesereprijs.
Daarnaast zijn er graslanden op droge voedselarme en kalkrijkere gronden, de kalkgraslanden (Festuco-Brometea). In Nederland zijn ze vooral te vinden in de Duinen beneden Egmond, langs de Rijn, de Waal en de Gelderse IJssel en in Zuid-Limburg. Kenmerkend voor deze graslanden is bijvoorbeeld smal fakkelgras, tijm- en bremraapsoorten.
Op natte gronden staan de graslanden 's winters onder water, andere komen dan alleen plas-dras te staan. Een voorbeeld van een schraal nat hooiland is het blauwgrasland. De belangrijkste grassoort is hier pijpenstrootje. Maar ook blauwe zegge komt hier voor. In het begin waren er in Nederland grote oppervlakten blauwgrasland, tegenwoordig is er nog maar een zeer klein deel bewaard gebleven in reservaten. In blauwgraslanden kunnen soorten voorkomen als parnassia, blauwe knoop en gevlekte orchis.
Een ander nat graslandtype is het dotterbloemgrasland. Soorten die hier groeien zijn dotterbloem en echte koekoeksbloem, die in het voorjaar bloeien.

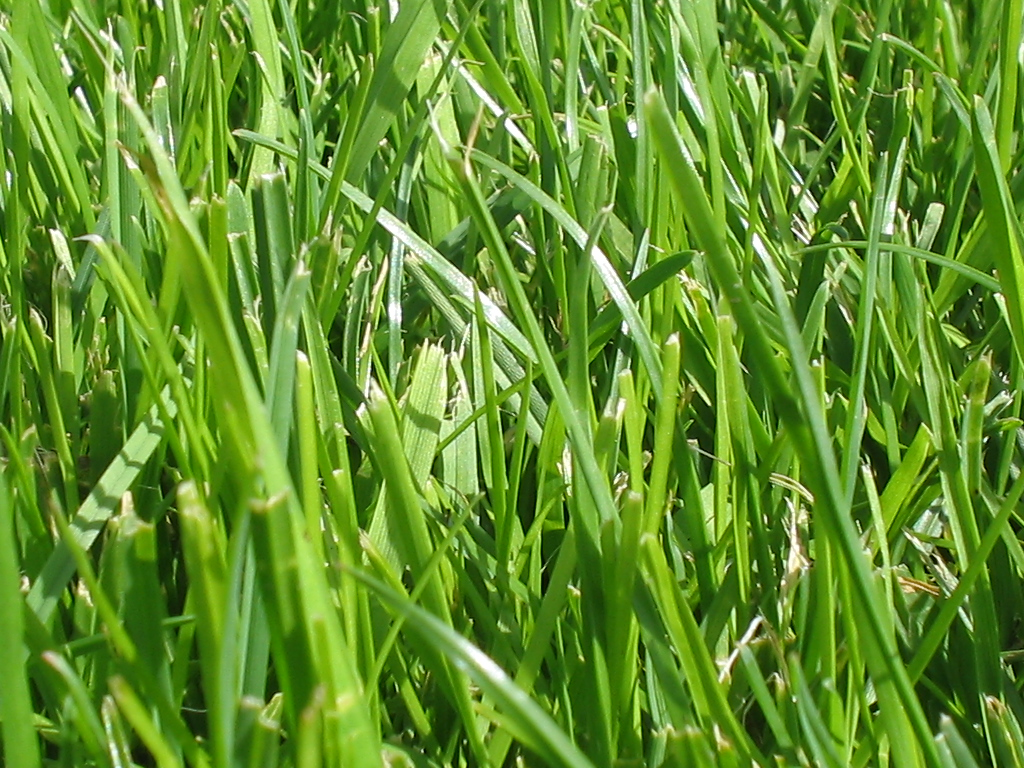
Gazon bestaande uit Engels raaigras.

Door de intensivering van de landbouw vanaf het eind van de negentiende eeuw zijn de verschillen in graslanden in het boerenbedrijf verdwenen en worden de agrarische graslanden voor een groot deel raaigrasweiden, zonder veel andere soorten. Alleen in natuurreservaten is nog iets van de vroegere variatie te vinden. In Nederland heeft vooral de klassieke natuurbeschermingsvisie het belang van deze half-natuurlijke graslanden beklemtoond.

## Gazon
Meestal worden gazons net als sportvelden niet als grasland aangeduid. Gazons zijn intensief gebruikte en gemaaide grasvelden van soms zeer kleine omvang en gelegen bij woningen. Vaak bestaat het uit slechts enkele grassoorten die speciaal voor gazons gekweekt worden, zoals gewoon struisgras, roodzwenkgras en Engels raaigras. Deze laatste soort wordt vooral voor speelgazons en ook voor sportvelden gebruikt. Bij minder intensief beheer kan zich in een gazon na verloop van tijd een gevarieerdere begroeiing ontwikkelen, met bijvoorbeeld madeliefjes, paardenbloemen en draadereprijs. In weinig betreden stukken kan haakmos massaal optreden. In een gazon met een gevarieerdere begroeiing kunnen diverse soorten voorkomen die in cultuurgraslanden algemeen zijn zoals veldzuring, pinksterbloem, gewone brunel, vertakte leeuwentand of gewoon biggenkruid.